# Landrecht (Steinburg)
Landrecht er en by og en kommune i det nordlige Tyskland, beliggende i Amt Wilstermarsch i den sydvestlige del af Kreis Steinburg. Kreis Steinburg ligger i den sydvestlige del af delstaten Slesvig-Holsten.

## Geografi
Landrecht ligger lige øst for Wilster. Floden Stör og Wilsterau løber gennem kommunen. Bundesstraße B5 går gennem Landrecht.